# Supercoppa italiana (calcio a 5)
La Supercoppa italiana è una competizione di calcio a 5 per club fondata nel 1988 in cui si affrontano i vincitori del campionato di Serie A e i vincitori della Coppa Italia.
Dal 2023 il formato prevede una final four da disputarsi tra le vincenti di campionato, Coppa Italia, Coppa della Divisione e la finalista dei playoff-Scudetto.

## Storia
La prima edizione venne disputata nel 1992 con il successo della BNL Roma nel derby con il Torrino. Nel 1993 la Supercoppa non venne disputata mentre l'anno seguente vide vincitore il Ladispoli.
Successivamente, la Supercoppa non venne assegnata nemmeno per i due anni successivi fino al 1997 che vide il primo successo del Torino, che si ripeterà nuovamente due anni dopo (l'edizione del 1998 non venne disputata).
La Supercoppa non venne disputata per altri due anni prima di ripartire stabilmente nel 2002 dove ci fu il successo del Prato che si confermò anche l'anno successivo.
Nel 2004 viene conquistata per la prima volta dall'Arzignano, che si ripeté anche nel 2006 contro gli storici rivali della Luparense.
L'edizione del 2007 invece vide per la prima volta il successo della stessa Luparense in una storica gara terminata ai supplementari contro il Montesilvano con il risultato di 5-3. La Luparense ha vinto anche le due successive edizioni contro l'Augusta (2008) e l'Arzignano (2009).
Nel 2010 a Montesilvano si impone per la prima volta la Marca Futsal per 3 a 0 contro i padroni di casa campioni d'Italia.
Nel 2011 è ancora la Marca a conquistare la coppa, questa volta tra le mura amiche ha la meglio sulla Lazio dopo i tempi supplementari. Nell'edizione 2012, torna al successo la Luparense che supera in una gara tiratissima ed equilibrata un buon Asti soltanto dopo i calci di rigore, per 4-2.

Il 2023 rappresenta una svolta nel formato, che passa a quello di Final Four, in cui si qualificano le due finaliste di Serie A e le vincitrici di Coppa Italia e Coppa della Divisione.

## Albo d'oro
| Stagione  | Sede                  | Vincitore      | Finalista      | Risultato     | Semifinaliste                                        |
| --------- | --------------------- | -------------- | -------------- | ------------- | ---------------------------------------------------- |
| 1992      | Roma                  | BNL Roma       | Torrino        | ?             | Fino all'edizione 2022 non erano previste semifinali |
| 1993      | non disputata         | non disputata  | non disputata  | non disputata | Fino all'edizione 2022 non erano previste semifinali |
| 1994      | Roma                  | Ladispoli      | Torrino        | 2-1           | Fino all'edizione 2022 non erano previste semifinali |
| 1995-1996 | non disputata         | non disputata  | non disputata  | non disputata | Fino all'edizione 2022 non erano previste semifinali |
| 1997      | Torino                | Torino         | BNL Roma       | 5-3           | Fino all'edizione 2022 non erano previste semifinali |
| 1998      | non disputata         | non disputata  | non disputata  | non disputata | Fino all'edizione 2022 non erano previste semifinali |
| 1999      | Biella                | Torino         | Lazio          | 5-2           | Fino all'edizione 2022 non erano previste semifinali |
| 2000-2001 | non disputata         | non disputata  | non disputata  | non disputata | Fino all'edizione 2022 non erano previste semifinali |
| 2002      | Prato                 | Prato          | BNL Roma       | 5-4           | Fino all'edizione 2022 non erano previste semifinali |
| 2003      | Prato                 | Prato          | Lazio          | 5-0           | Fino all'edizione 2022 non erano previste semifinali |
| 2004      | Arzignano             | Arzignano      | Prato          | 4-4 (5-4 dcr) | Fino all'edizione 2022 non erano previste semifinali |
| 2005      | Perugia               | Perugia        | Nepi           | 4-2           | Fino all'edizione 2022 non erano previste semifinali |
| 2006      | Arzignano             | Arzignano      | Luparense      | 5-3           | Fino all'edizione 2022 non erano previste semifinali |
| 2007      | San Martino di Lupari | Luparense      | Montesilvano   | 5-3 (dts)     | Fino all'edizione 2022 non erano previste semifinali |
| 2008      | San Martino di Lupari | Luparense      | Augusta        | 4-2           | Fino all'edizione 2022 non erano previste semifinali |
| 2009      | Bassano del Grappa    | Luparense      | Arzignano      | 3-1 (dts)     | Fino all'edizione 2022 non erano previste semifinali |
| 2010      | Montesilvano          | Marca          | Montesilvano   | 3-0           | Fino all'edizione 2022 non erano previste semifinali |
| 2011      | Montebelluna          | Marca          | Lazio          | 7-5 (dts)     | Fino all'edizione 2022 non erano previste semifinali |
| 2012      | Bassano del Grappa    | Luparense      | Asti           | 0-0 (4-2 dcr) | Fino all'edizione 2022 non erano previste semifinali |
| 2013      | Conegliano            | Luparense      | Marca          | 7-3           | Fino all'edizione 2022 non erano previste semifinali |
| 2014      | Bassano del Grappa    | Acqua e Sapone | Luparense      | 6-1           | Fino all'edizione 2022 non erano previste semifinali |
| 2015      | Pescara               | Pescara        | Asti           | 7-4           | Fino all'edizione 2022 non erano previste semifinali |
| 2016      | Teramo                | Pescara        | Real Rieti     | 4-2           | Fino all'edizione 2022 non erano previste semifinali |
| 2017      | Padova                | Luparense      | Pescara        | 7-5           | Fino all'edizione 2022 non erano previste semifinali |
| 2018      | Chieti                | Acqua e Sapone | Napoli         | 4-1           | Fino all'edizione 2022 non erano previste semifinali |
| 2019      | Pesaro                | Italservice    | Acqua e Sapone | 4-2           | Fino all'edizione 2022 non erano previste semifinali |
| 2020      | non disputata         | non disputata  | non disputata  | non disputata | non disputata                                        |
| 2021      | Eboli                 | Italservice    | Feldi Eboli    | 6-5 (dts)     | Fino all'edizione 2022 non erano previste semifinali |
| 2022      | Genzano di Roma       | Italservice    | Olimpus Roma   | 4-3           | Fino all'edizione 2022 non erano previste semifinali |
| 2023      | Leini                 | Feldi Eboli    | L84            | 5-3           | Italservice Olimpus Roma                             |
| 2024      | Catania               | Meta Catania   | Napoli         | 8-2           | Lecco Olimpus Roma                                   |

## Vittorie per club

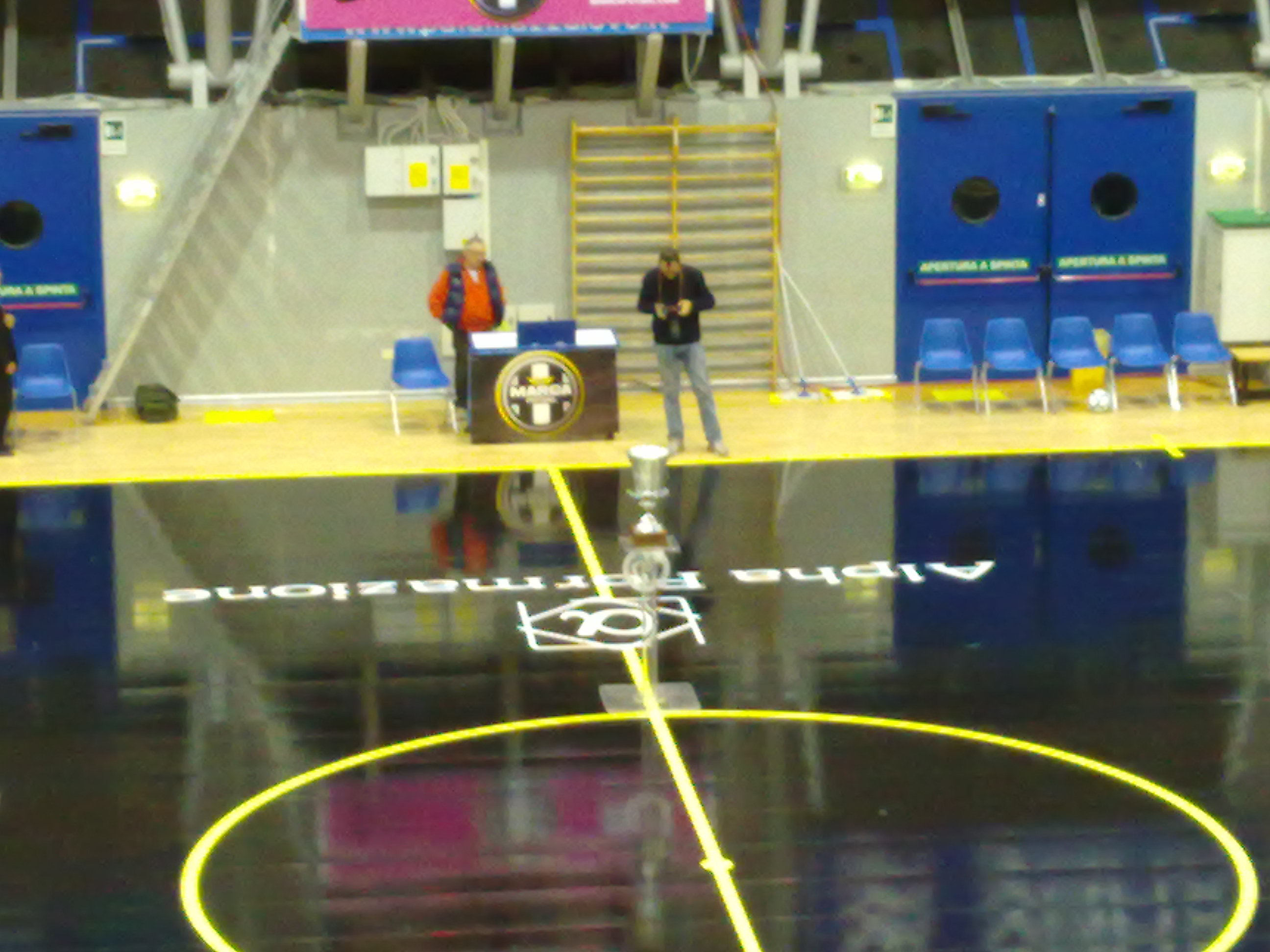
La Supercoppa italiana del 2011

| Club           | Vittorie | Sconfitte | Partecipazioni | Edizioni vinte                     | Edizioni perse   |
| -------------- | -------- | --------- | -------------- | ---------------------------------- | ---------------- |
| Luparense      | 6        | 2         | 8              | 2007, 2008, 2009, 2012, 2013, 2017 | 2006, 2014       |
| Italservice    | 3        | 0         | 3              | 2019, 2021, 2022                   |                  |
| Prato          | 2        | 1         | 3              | 2002, 2003                         | 2004             |
| Arzignano      | 2        | 1         | 3              | 2004, 2006                         | 2009             |
| Marca          | 2        | 1         | 3              | 2010, 2011                         | 2013             |
| Pescara        | 2        | 1         | 3              | 2015, 2016                         | 2017             |
| Acqua e Sapone | 2        | 1         | 3              | 2014, 2018                         | 2019             |
| Torino         | 2        | 0         | 2              | 1997, 1999                         |                  |
| BNL Roma       | 1        | 2         | 3              | 1992                               | 1997, 2002       |
| Feldi Eboli    | 1        | 1         | 2              | 2023                               | 2021             |
| Ladispoli      | 1        | 0         | 1              | 1994                               |                  |
| Perugia        | 1        | 0         | 1              | 2005                               |                  |
| Lazio          | 0        | 3         | 3              |                                    | 1999, 2003, 2011 |
| Torrino        | 0        | 2         | 2              |                                    | 1992, 1994       |
| Montesilvano   | 0        | 2         | 2              |                                    | 2007, 2010       |
| Asti           | 0        | 2         | 2              |                                    | 2012, 2015       |
| Nepi           | 0        | 1         | 1              |                                    | 2005             |
| Augusta        | 0        | 1         | 1              |                                    | 2008             |
| Real Rieti     | 0        | 1         | 1              |                                    | 2016             |
| Napoli         | 0        | 1         | 1              |                                    | 2018             |
| Olimpus Roma   | 0        | 1         | 1              |                                    | 2022             |
| L84            | 0        | 1         | 1              |                                    | 2023             |